# Dysdera murphiorum
Dysdera murphiorum är en spindelart som beskrevs av Christa L. Deeleman-Reinhold 1988. Dysdera murphiorum ingår i släktet Dysdera och familjen ringögonspindlar. Inga underarter finns listade i Catalogue of Life.